# Surinamische Badmintonmeisterschaft 2009
Die Surinamische Badmintonmeisterschaft 2009 fand verspätet vom 6. bis zum 7. März 2010 statt. 

## Sieger und Platzierte
| Disziplin    | Gold                                       | Silber                                 | Bronze                              |
| ------------ | ------------------------------------------ | -------------------------------------- | ----------------------------------- |
| Herreneinzel | Mitchel Wongsodikromo                      | Irfan Djabar                           | Dylan Darmohoetomo                  |
| Herreneinzel | Mitchel Wongsodikromo                      | Irfan Djabar                           | Gilmar Jones                        |
| Dameneinzel  | Crystal Leefmans                           | Danielle Melchiot                      | Rugshaar Ishaak                     |
| Dameneinzel  | Crystal Leefmans                           | Danielle Melchiot                      | Quennie Pawirosemito                |
| Herrendoppel | Oscar Brandon Mitchel Wongsodikromo        | Gilmar Jones Redon Coulor              | Dylan Darmohoetomo Irfan Djabar     |
| Herrendoppel | Oscar Brandon Mitchel Wongsodikromo        | Gilmar Jones Redon Coulor              | Jair Liew Sören Opti                |
| Damendoppel  | Crystal Leefmans Quennie Pawirosemito      | Priscille Tjitrodipo Danielle Melchiot | Irene Haynes Preciosa Veerhuissen   |
| Damendoppel  | Crystal Leefmans Quennie Pawirosemito      | Priscille Tjitrodipo Danielle Melchiot | Rinia Haynes Janet Jones de Freitas |
| Mixed        | Mitchel Wongsodikromo Priscille Tjitrodipo | Irfan Djabar Quennie Pawirosemito      | Dylan Darmohoetomo Sharon Rakijo    |
| Mixed        | Mitchel Wongsodikromo Priscille Tjitrodipo | Irfan Djabar Quennie Pawirosemito      | Redon Coulor Danielle Melchiot      |